# Stephane & 3G
Stephane & 3G (georgisch სტეფანე და 3G) ist eine georgische Popband, dass von Stephane Mgebrischwili zusammen mit den drei Sängerinnen Tako Gatschetschiladse, Nini Baduraschwili und Kristine Imedadze gegründet worden. Die Gruppe sollte Georgien beim Eurovision Song Contest 2009 in Moskau vertreten. Der Liedtext wurde aber von der EBU als regelwidrig eingestuft und disqualifiziert – Georgien fehlte daraufhin beim Eurovision Song Contest in Moskau.

## Werdegang
Die Popband nahm 2008 am georgischen Vorentscheid für den Eurovision Song Contest in Belgrad teil. Im Finale am 1. März 2008 erreichten sie mit ihren Lied I'm Free den vierten Platz.
Im folgenden Jahr gewannen sie die nationale Vorentscheidung am 18. Februar 2009 mit dem Lied We Don't Wanna Put In und sollten in Moskau beim Eurovision Song Contest für Georgien an den Start gehen. Das Lied löste Kontroversen aus, weil der Text bzw. die Aussprache von "put in" politische Anspielungen auf den russischen Ministerpräsidenten Wladimir Putin beinhalteten sollte. Die negativen Äußerungen über Putin wurden mit dem Kaukasuskrieg 2008 um Südossetien und Abchasien in Verbindung gebracht. Am 10. März 2009 entschied die EBU, das das Lied nicht mit der Sektion 4 der Regel 9 des 54. Eurovision Song Contest übereinstimmt und somit Georgien nicht am Contest teilnehmen kann, wenn nicht das Lied verändert wird oder ein anderer Beitrag ausgewählt wird. Am folgenden Tag zog Georgien die Teilnahme zurück.

## Diskografie

### Single
- 2009 – We Don't Wanna Put In